# دمیترو هورباتنکو
دمیترو هورباتنکو (اوکراینی: Дмитро Георгійович Горбатенко؛ زادهٔ ۱۷ مهٔ ۱۹۷۳) بازیکن فوتبال اهل اتحاد جماهیر شوروی سوسیالیستی است.
از باشگاه‌هایی که در آن بازی کرده‌است می‌توان به باشگاه فوتبال زوزدا ایرکوتسک، باشگاه فوتبال کاماز نابرژنیه چلنی، باشگاه فوتبال وولگار آستراخان، باشگاه فوتبال نفتخیمیک نیژنکامسک، باشگاه فوتبال چورنومورتس اودسا، باشگاه فوتبال چیتا، و باشگاه فوتبال فورسکلا پولتاوا اشاره کرد.